# Bötzingen
Bötzingen (Betzinge en alemanique) est une commune de Bade-Wurtemberg (Allemagne), située dans l'arrondissement de Brisgau-Haute-Forêt-Noire, dans le district de Fribourg-en-Brisgau.

## Géographie

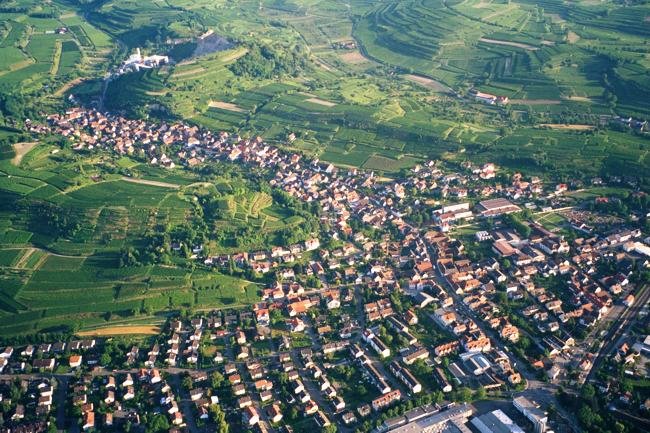
Vue aérienne de Bötzingen

Bötzingen est située au sud-est du massif du Kaiserstuhl et à 15 km de la ville de Fribourg-en-Brisgau.

## Histoire
Mentionnée Bezzo en 769 dans le Codex de Lorsch.